# Glavani (Barban)
Pour les articles homonymes, voir Glavani.
Glavani (en italien : Glavani) est une localité de Croatie située en Istrie, dans la municipalité de Barban, dans le comitat d'Istrie. En 2001, la localité comptait 87 habitants.

## Démographie
| 1948 | 1953 | 1961 | 1971 | 1981 | 1991 | 2001 |
| ---- | ---- | ---- | ---- | ---- | ---- | ---- |
| 147  | 169  | 160  | 133  | 100  | 99   | 87   |